# Wright GB Hawk
Wright GB Hawk — одноэтажный автобус, выпускаемый производителем автобусов из Северной Ирландии Wrightbus с 19 февраля 2021 года. Пришёл на смену автобусу Wright Eclipse 3.

## История
Автобус Wright GB Hawk представляет собой модель, очень похожую на двухэтажный автобус Wright StreetDeck. В отличие от предшественника Wright Eclipse 3, автобус производится на шасси Scania Fencer.
Первый прототип был представлен в январе 2021 года, однако серийно автобус производится с 19 февраля того же года.
Параллельно с 2022 года производится автобус Wright GB Kite.